# Torre John Hancock

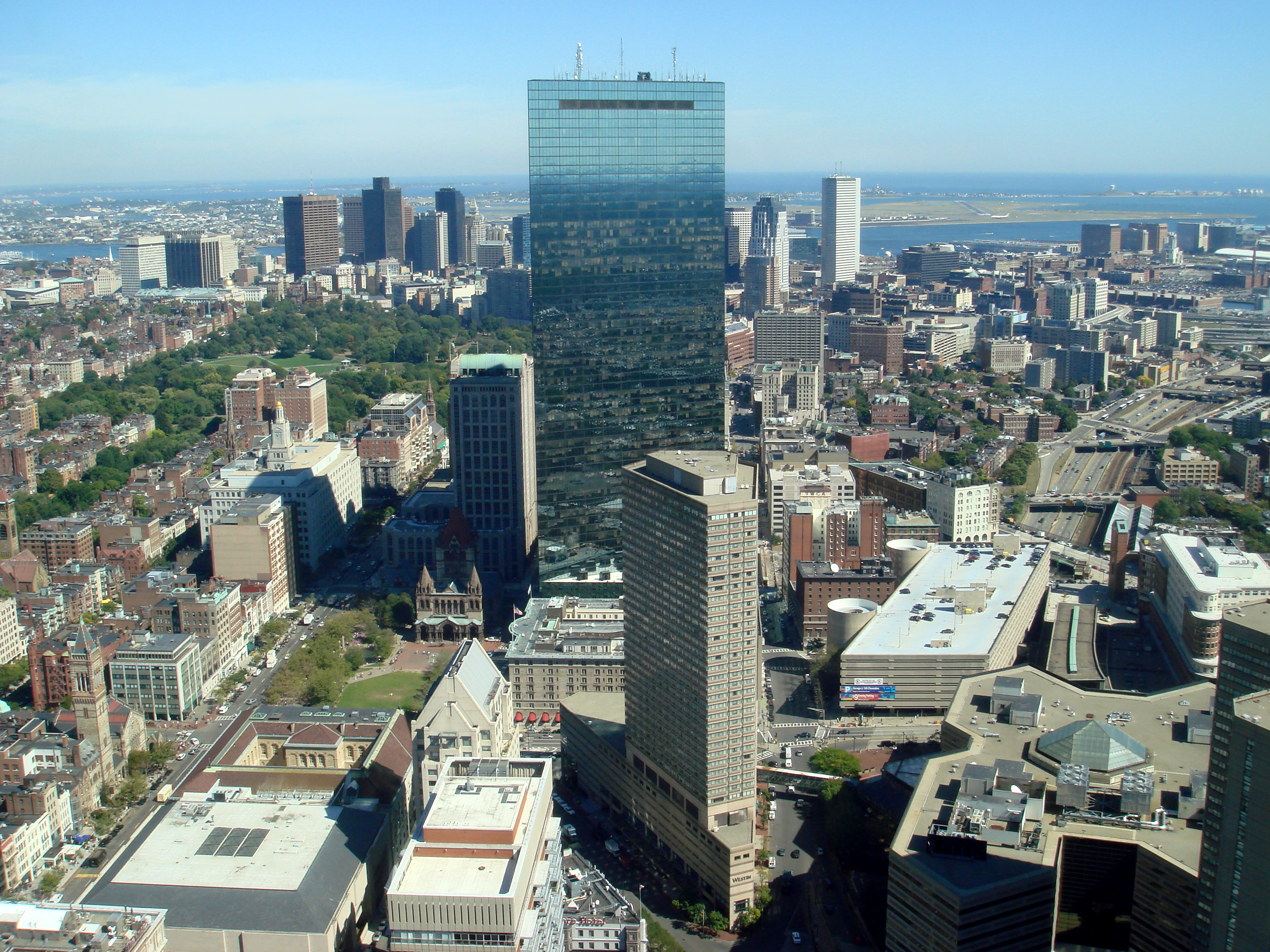
John Hancock Tower

A Torre John Hancock é um dos arranha-céus mais altos do mundo, com 241 metros (790ft). Edificado na cidade de Boston, Estados Unidos, foi concluído em 1976.